# علم نفس الغيبيات (كتاب)
سيكولوجية الغيبيات هو كتاب متشكك نشر في عام 1952 حول الخوارق التي كتبها عالم النفس راوكليف. نشر لاحقًا باسم أوهام وخرابيط خارقة للطبيعة (1959) وظواهر غامضة وخارقة للطبيعة (1988) من منشورات دوفر. كتب عالم الأحياء جوليان هكسلي مقدمة للكتاب.
يبحث رولكليف بشكل نقدي في ادعاءات الغيبيات وعلم التخاطر العقلي والروحي، ويخلص إلى أنه يمكن شرحها بشكل أفضل من خلال العوامل النفسية مثل الهلوسة والهستيريا والعصاب والاقتراح بالإضافة إلى «الوهم والاحتيال والتخويف وعدم المصداقية». لقد وجد روكليف تفسيرات طبيعية محتملة لجميع التجارب التي خضعت لها في علم النفس، حيث أشار إلى أنه لا يوجد دليل علمي على أي قوة خارقة. اقترح أن العديد من نتائج تجارب إدراكات خارج الحواس يمكن تفسيرها بواسطة ما يطلق عليه «الهمس غير الواعي».
يقدم الكتاب تفسيرات منطقية لظواهر متنوعة مثل الكتابة التلقائية، التغطيس، المشي على النار، التوهم الذئبية والندبات.

## استقبال
وصف دانييل لوكسون الكتاب بأنه عمل متشكك مهم كتب قبل سنوات عديدة من تأسيس لجنة تقصي الشكوك. وأشار إلى أنه «كما فعل مايكل شيرمر في العقود الأخيرة، لم يحاول راوكليف فضح هذه الادعاءات فقط، ولكن شرح الأبعاد النفسية الكامنة وراء اندفاع الناس للإيمان بأشياء غريبة».